# Wolfram Research
Wolfram Research es una compañía de software fundada por Stephen Wolfram, matemático autor del programa de cálculo simbólico Mathematica. La empresa se expandió en el grupo Wolfram compuesto por cinco empresas: Wolfram Research Inc., Wolfram Media Inc., Wolfram Research Europe Ltd. en Gran Bretaña, Wolfram Research Asia Ltd. en Japón y Wolfram Research South America en Perú. La empresa resume su objetivo como: "Pushing the Envelope of Technical Computing" ("forzando el límite de la informática técnica"). Su principal producto, Mathematica, ha visto ya varias versiones, y es muy popular como entorno de programación técnico.
En el año 2007 se inició el Wolfram Demonstrations Project con el objetivo de compartir exposiciones creadas con Mathematica. La compañía lanzó en el 2009 Wolfram Alpha, un buscador de respuestas que brinda un nuevo acercamiento a la generación y adquisición de conocimiento. Otros proyectos vinculados son  MathWorld, The Wolfram Functions Site y WolframTones.

## Historial
El 16 de mayo de 2009 Wolfram lanza Wolfram Alpha, su motor de respuestas que brinda un nuevo enfoque a la generación y adquisición de conocimiento e involucra vastas cantidades de datos computables curados, además de la indexación semántica de texto.
Wolfram Research adquirió MathCore Engineering AB el 30 de marzo de 2011.
El 21 de julio de 2011, Wolfram Research lanza el formato de documento computable (CDF). CDF es un formato de documento electrónico diseñado para permitir una fácil creación de contenido interactivo generado de manera dinámica.
En junio de 2014, Wolfram Research presentó oficialmente a Wolfram Language como un nuevo lenguaje de programación multiparadigma general. El lenguaje de programación principal utilizado en Mathematica.

## Productos

### Mathematica
Mathematica comenzó como un programa de software para operaciones matemáticas, y ha evolucionado hasta cubrir todos los dominios del software de computación técnica, con características para redes neuronales, aprendizaje automático, procesamiento de imágenes, geometría, ciencia de datos y visualizaciones. Uno de los puntos clave de Mathematica es su habilidad para realizar cálculos simbólicos, por ejemplo, la capacidad de resolver integrales indefinidas de manera simbólica. Mathematica incluye una interfaz de cuadernos y es capaz de producir diapositivas para presentaciones. Mathematica cuenta con versiones para escritorio, computación en malla, and y en la nube.

### Wolfram Alpha
Wolfram Alpha es un servicio gratuito en línea que responde consultas fácticas directamente calculando las respuestas a partir de datos curados externos, en lugar de proporcionar una lista de documentos o páginas web que puedan contener la respuesta como lo haría un motor de búsqueda. Los usuarios ingresan consultas y solicitudes computacionales por medio de un campo de texto, y Wolfram Alpha calcula respuestas y visualizaciones pertinentes.
Wolfram Alpha Pro fue lanzado el 8 de febrero de 2022. Ofrece a los usuarios características adicionales bajo una suscripción mensual, tales como la capacidad de cargar numerosos tipos de datos y archivos comunes, incluyendo datos tabulares sin procesar, imágenes, audio, XML y docenas de formatos especializados científicos, médicos y matemáticos.
En 2016, se lanzó Wolfram Alpha Enterprise, una herramienta de análisis enfocada en negocios. El programa combina datos proporcionados por una corporación con los algoritmos de Wolfram Alpha para responder preguntas relacionadas con dicha corporación.

### Wolfram System Modeler
Wolfram System Modeler es una plataforma  para modelado y simulación tanto en ingeniería como ciencias de la vida basada en el lenguaje Modelica. Proporciona un entorno interactivo para modelado gráfico y simulación. La interfaz principal, ModelCenter, es un entorno gráfico interactivo que incluye en conjunto personalizable de bibliotecas de componentes. Además, el software proporciona una estrecha integración con Mathematica. Los usuarios pueden desarrollar, simular, documentas y analizar sus modelos desde los cuadernos de Mathematica.

## Publicación
Wolfram Research publica múltiples páginas web gratuitas, incluyendo las enciclopedias MathWorld y ScienceWorld. ScienceWorld, lanzada en 2002, está dividida en páginas sobre química, física, astronomía y biografía científica. En 2005, la página de física fue declarada un "recurso valioso" por la revista American Scientist.
Wolfram Demonstrations Project es una página web colaborativa que aloja demostraciones técnicas interactivas potenciadas por un runtime gratuito de Mathematica Player.

Wolfram Research publica The Mathematica Journal. Wolfram ha publicado numerosos libros a través de su editorial, Wolfram Media. Además han experimentado con la creación de libros de texto electrónicos.
- Datos: Q1367937
- Multimedia: Wolfram Research / Q1367937